# Classic Grand Besançon Doubs 2025
La Classic Grand Besançon Doubs 2025, quinta edizione della corsa, valida come evento dell'UCI Europe Tour 2025 categoria 1.1 e come sesta prova della Coppa di Francia 2025, si svolse il 18 aprile 2025 su un percorso di 168,6 km, con partenza da Besançon e arrivo a Montfaucon, in Francia. La vittoria fu appannaggio del francese Guillaume Martin, il quale completò il percorso in 4h07'28", alla media di 40,89 km/h, precedendo lo spagnolo José Manuel Díaz e il connazionale Clément Berthet.
Sul traguardo di Montfaucon 88 ciclisti, dei 115 partiti da Besançon, portarono a termine la competizione.

## Squadre e corridori partecipanti
| N.    | Cod. | Squadra                         |
| ----- | ---- | ------------------------------- |
| 1-6   | GFC  | Groupama-FDJ                    |
| 11-16 | TVL  | Team Visma-Lease a Bike         |
| 21-26 | DAT  | Decathlon AG2R La Mondiale Team |
| 31-36 | COF  | Cofidis                         |
| 41-46 | ARK  | Arkéa-B&B Hotels                |
| 51-56 | EKP  | Equipo Kern Pharma              |
| 61-65 | RKT  | Unibet Tietema Rockets          |
| 71-76 | CJR  | Caja Rural-Seguros RGA          |
| 81-86 | WB2  | Wagner Bazin WB                 |
| 91-96 | BBH  | Burgos-Burpellet-BH             |

| N.      | Cod. | Squadra                           |
| ------- | ---- | --------------------------------- |
| 101-106 | UXM  | Uno-X Mobility                    |
| 111-116 | EUS  | Euskaltel-Euskadi                 |
| 121-126 | TEN  | TotalEnergies                     |
| 131-135 | NMC  | Nice Métropole Côte d'Azur        |
| 141-146 | AUB  | St Michel-Preference Home-Auber93 |
| 152-156 | VRR  | Van Rysel-Roubaix                 |
| 161-166 | UCN  | CIC-U-Nantes                      |
| 171-176 | MCT  | MYVELO Pro Cycling Team           |
| 181-186 | HAC  | Hrinkow Advarics                  |
| 191-196 | BAI  | Bike Aid                          |

## Ordine d'arrivo (Top 10)
| Pos. | Corridore           | Squadra       | Tempo    |
| ---- | ------------------- | ------------- | -------- |
| 1    | Guillaume Martin    | Groupama      | 4h07'28" |
| 2    | José Manuel Díaz    | Burgos        | a 6"     |
| 3    | Clément Berthet     | Decathlon     | a 8"     |
| 4    | Jordan Jegat        | TotalEnergies | a 13"    |
| 5    | Adrien Maire        | Unibet        | a 20"    |
| 6    | Sylvain Moniquet    | Cofidis       | s.t.     |
| 7    | Iván Cobo           | Kern          | s.t.     |
| 8    | Clément Braz Afonso | Groupama      | a 21"    |
| 9    | Cristián Rodríguez  | Arkéa         | s.t.     |
| 10   | Nicolas Breuillard  | St Michel     | s.t.     |